# Sherwood Content
- Pentru alte utilizări ale numelor proprii Sherwood și Content, a se vedea Sherwood (dezambiguizare) și Content (dezambiguizare).

Sherwood Content este o localitate mică, situată în parohia Parohia Trelawny, Jamaica. Se compune din două sate adiacente, Sherwood și Content. Este localitatea de origine a deținătorului recordului mondial la mai multe categorii de alergări pe distanțe scurte, sprinterul Usain Bolt.

## Scurtă descriere
Acesta conține Centrul de Sănătate al Sherwood Content, un oficiu poștal,, Biserica Baptistă Waldensia și Școală Primară Waldensia. Bolt a finanțat cu peste 3 milioane de dolari reparațiile centrului de sănătate și a dat „undă verde” pentru un memorandum de înțelegere între entitățile National People Co-operative Bank (NPCB, o instituție financiară locală) și Ministerul Sănătății al statului insular.
Satul conține un număr de case dărăpănate din secolul al 19-lea. Există dovezi că William Knibb a arătat un interes timpuriu în zonă și că Sherwood este asociat cu familia Dawkins.